# Tala-Kitchi
Tala-Kitchi est une localité du Cameroun située dans le département du Mayo-Tsanaga et la Région de l'Extrême-Nord, à proximité de la frontière avec le Nigeria.  Elle fait partie de l'arrondissement de Mayo-Moskota et du canton de Mozogo.

## Population
Lors du recensement de 2005, on y a dénombré 1 492 personnes.